# Изгнан: Филм Ред и закон
Изгнан: Филм Ред и закон је телевизијски филм из 1998. заснован на полицијско-процедуралној и правној драми Ред и закон. Филм је премијерно емитован на каналу НБЦ 8. новембра 1998. године. Сценарио је написао Чарлс Кипс (по својој и идеји Криса Нота), а радња филма се врти око Нотовог лика детектива Мајка Логана. Кипс је за свој сценарио добио Едгарову награду 1999. године.

## Радња
Филм почиње три године пошто се детектив Мајк Логан последњи пут појавио у серији Ред и закон 1995. године. На крају епизоде "Понос", Логан удара подмићеног политичара хомофоба у главу на степеништу испред суда након ослобађајуће пресуде за убиство пред неколико извештача. Логан није остао без посла, али је "прераспоређен" у Одељење за насиље у породици на Државном острву. Док се борио са огорчењем и одвојеношћу, Логану је судбина понудила прилику за искупљење када је заборављени случај убиства неочекивано налетео на њега.
Случај открива заверу подмићених полицајаца (која на крају доводи до 27. испоставе из које је пребачен), а надређени му у више наврата наређује да случај препусти "правим детективима" из СУП-а. Логан види решење случаја као дуго очекивану прилику да оживи своју каријеру и да поново буде детектив Одељења за крвне деликте.
Логан такође улази у везу са жртвином рођаком. Ускоро мора да бира између осећања једне жене према њему и да учини све што је потребно да поврати једино што је икада волео - да буде детектив Одељења за крвне деликте Њујорка.

## Улоге
- Крис Нот као детектив Мајк Логан
- Дабни Колман као поручник Кевин Столпер[note 1]
- Дејна Есклсон као детективка Френки Силвера[note 2]
- Џон Фиоре као детектив Тони Профаћи
- Ден Флорек као капетан Дон Крејген
- Џери Орбак као детектив Лени Бриско
- Бенџамин Брет као детектив Реј Кертис
- Ш. Епата Меркерсон као поручница Анита ван Бјурен
- Сем Вотерстон као ИПОТ Џек Мекој
- Пол Гајлфојл као детектив Семи Курц[note 3]
- Ајс Ти као Симур "Кингстон" Стоктон[note 4]
- Костас Мендилор као Ђани Узиели
- Тони Мусанте као дон Ђанкарло Узиели
- Никол Ари Паркер као Џорџин Тејлор
- Лесли Хендрикс као др. Елизабет Роџерс

## ДВД издање
Године 2011. је издат ДВД од стране друштва "Вoulevard Еntertainment" за округ 0 у широком екрану, али без превода и посебних додатака. "Universal Studios Home Entertainment" издао је филм на ДВД-у за округ 1. 12. јуна 2012. Филм, међутим, није укључен у ДВД комплет Ред и закон: Цела серија који је издат 8. новембра 2011. године.